# Memorial Cup 2015
Der Memorial Cup 2015 war die 97. Ausgabe des gleichnamigen Turniers, des Finalturniers der Canadian Hockey League. Teilnehmende Mannschaften waren als Meister ihrer jeweiligen Ligen die Oshawa Generals (Ontario Hockey League), die Océanic de Rimouski (Ligue de hockey junior majeur du Québec) und die Kelowna Rockets (Western Hockey League). Die Remparts de Québec (Ligue de hockey junior majeur du Québec) waren als Gastgeber automatisch qualifiziert. Das Turnier fand vom 22. bis 31. Mai im Colisée Pepsi in Québec City, Québec statt.
Die Oshawa Generals gewannen mit ihrem Finalsieg über die Kelowna Rockets ihren fünften Memorial Cup.

## Bewerbungen
Die Remparts de Québec setzten sich bei der Bewerbung um die Austragung des Turniers gegen die Kandidatur der Saguenéens de Chicoutimi durch.

## Ergebnisse

### Gruppenphase
| 22. Mai 2015 19:45 Uhr (Ortszeit) | Kelowna Rockets Nick Merkley (37:56) Gage Quinney (52:43) Leon Draisaitl (59:24) | 3:4 (0:1, 1:1, 2:2) Spielbericht | Remparts de Québec Nikolas Brouillard (5:18) Matt Murphy (33:22) Ryan Graves (42:08) Adam Erne (58:56) | Colisée Pepsi, Québec City, Québec Zuschauer: 9.497 |

| 23. Mai 2015 16:45 Uhr | Océanic de Rimouski Tyler Boland (15:26) Alexis Loiseau (16:10) Jan Košťálek (43:46) | 3:4 (2:2, 0:1, 1:1) Spielbericht | Oshawa Generals Tobias Lindberg (4:07) Michael Dal Colle (9:27) Stephen Desrocher (38:33) Hunter Smith (49:24) | Colisée Pepsi, Québec City, Québec Zuschauer: 8.409 |

| 24. Mai 2015 16:45 Uhr | Remparts de Québec Raphaël Maheux (05:43) Ryan Graves (22:45) Dmytro Timashov (45:39) Dmytro Timashov (48:48) | 4:5 n. V. (1:2, 1:0, 2:2, 0:1) Spielbericht | Oshawa Generals Michael McCarron (02:18) Michael Dal Colle (12:40) Dakota Mermis (42:34) Tobias Lindberg (57:51) Stephen Desrocher (78:07) | Colisée Pepsi, Québec City, Québec Zuschauer: 10.970 |

| 25. Mai 2015 19:45 Uhr | Océanic de Rimouski Christopher Clapperton (15:14) Michael Joly (18:14) Frédérik Gauthier (53:36) | 3:7 (2:3, 0:3, 1:1) Spielbericht | Kelowna Rockets Nick Merkley (0:52) Madison Bowey (6:16) Gage Quinney (14:27) Gage Quinney (21:52) Nick Merkley (30:42) Leon Draisaitl (33:18) Leon Draisaitl (54:16) | Colisée Pepsi, Québec City, Québec Zuschauer: 6.981 |

| 26. Mai 2015 20:00 Uhr | Oshawa Generals Cole Cassels (24:15) Tobias Lindberg (17:16) | 2:1 (0:0, 2:1, 0:0) Spielbericht | Kelowna Rockets Gage Quinney (18:11) | Colisée Pepsi, Québec City, Québec Zuschauer: 7.002 |

| 27. Mai 2015 19:45 Uhr | Remparts de Québec | 0:4 (0:2, 0:2, 0:0) Spielbericht | Océanic de Rimouski Justin Samson (14:36) Michael Joly (19:05) Christopher Clapperton (25:36) Alexis Loiseau (32:40) | Colisée Pepsi, Québec City, Québec Zuschauer: 10.277 |

### Abschlusstabelle
Abkürzungen: Pl. = Platz, Sp. = Spiele, S = Siege, N = Niederlagen, Pkt. = Punkte, Diff. = Tordifferenz

Erläuterungen: Qualifiziert für das Finale, Qualifiziert für das Halbfinale
| Pl. |                                                                         | Sp. | S | N | Pkt. | Tore  | Diff. |
| 1.  | Oshawa Generals (Ontario Hockey League)                                 | 3   | 3 | 0 | 6    | 11:08 | +3    |
| 2.  | Kelowna Rockets (Western Hockey League)                                 | 3   | 1 | 2 | 2    | 11:09 | +2    |
| 3.  | Remparts de Québec (Gastgeber; Ligue de hockey junior majeur du Québec) | 3   | 1 | 2 | 2    | 08:12 | −4    |
| 3.  | Océanic de Rimouski (Ligue de hockey junior majeur du Québec)           | 3   | 1 | 2 | 2    | 10:11 | −1    |

### Halbfinal-Qualifikation
Da die Kelowna Rockets, die Océanic de Rimouski sowie die Remparts de Québec die Vorrunde punktgleich beendeten (für Niederlagen nach Overtime gab es keinen Zusatzpunkt), wurde ein neu eingeführtes Verfahren angewendet, um die Halbfinalpaarung zu ermitteln: Aus den Statistiken aller drei Mannschaften wurde das jeweilige Spiel gegen die Oshawa Generals herausgerechnet und in der Folge der Quotient aus geschossenen Toren und geschossenen Toren, mit Gegentoren addiert, bestimmt. Diesen Vergleich gewann Kelowna mit 0,59 (10/[10+7]) und war somit für das Halbfinale gesetzt. Der zweite Halbfinalteilnehmer wurde mit einem Entscheidungsspiel ermittelt, das die Remparts de Québec für sich entschieden:
| 28. Mai 2015 19:45 Uhr | Remparts de Québec Jérome Verrier (17:19) Anthony Duclair (23:58) Adam Erne (36:54) Jérome Verrier (39:19) Marc-Olivier Roy (51:31) | 5:2 (1:0, 3:2, 1:0) Spielbericht | Océanic de Rimouski Samuel Morin (22:32) Jérémy Lépine (36:07) | Colisée Pepsi, Québec City, Québec Zuschauer: 6.533 |

### Halbfinale
| 29. Mai 2015 19:45 Uhr | Remparts de Québec Adam Erne (3:11) Anthony Duclair (40:21) Dmytro Timashov (46:45) | 3:9 (1:1, 0:4, 2:4) Spielbericht | Kelowna Rockets Chance Braid (9:51) Leon Draisaitl (20:17) Justin Kirkland (23:23) Justin Kirkland (24:06) Josh Morrissey (36:46) Rourke Chartier (42:17) Cole Linaker (42:54) Tyson Baillie (53:26) Rourke Chartier (54:48) | Colisée Pepsi, Québec City, Québec Zuschauer: 9.870 |

### Finale
| 31. Mai 2015 19:15 Uhr | Kelowna Rockets Tomáš Šoustal (15:08) | 1:2 n. V. (1:0, 0:1, 0:0, 0:1) Spielbericht | Oshawa Generals Anthony Cirelli (33:50) Anthony Cirelli (61:28) | Colisée Pepsi, Québec City, Québec Zuschauer: 10.391 |

### Memorial-Cup-Sieger
| Memorial-Cup-Sieger Oshawa Generals | Torhüter: Ken Appleby, Jeremy Brodeur, Liam Devine Verteidiger: Josh Brown, Chris Carlisle, Stephen Desrocher, Sonny Hertzberg, Dakota Mermis, Will Petschenig, Daniel Robertson, Mitchell Vande Sompel, Stephen Templeton Angreifer: Cole Cassels, Anthony Cirelli, Michael Dal Colle, Sam Harding, Kenny Huether, Bradley Latour, Tobias Lindberg, Joe Manchurek, Michael McCarron, Matt Mistele, Brent Pedersen, Hunter Smith, Michael Turner, Aidan Wallace Cheftrainer: D. J. Smith |

## Statistiken

### Beste Scorer
Abkürzungen: GP = Spiele, G = Tore, A = Assists, Pts = Punkte, PIM = Strafminuten
Fett: Bestwert
| Spieler           | Team     | GP | G | A | Pts | PIM |
| ----------------- | -------- | -- | - | - | --- | --- |
| Leon Draisaitl    | Kelowna  | 5  | 4 | 3 | 7   | 12  |
| Adam Erne         | Québec   | 5  | 3 | 3 | 6   | 6   |
| Michael Joly      | Rimouski | 4  | 2 | 4 | 6   | 2   |
| Tyson Baillie     | Kelowna  | 5  | 1 | 5 | 6   | 0   |
| Madison Bowey     | Kelowna  | 5  | 1 | 5 | 6   | 10  |
| Gage Quinney      | Kelowna  | 5  | 4 | 1 | 5   | 0   |
| Tobias Lindberg   | Oshawa   | 4  | 3 | 2 | 5   | 0   |
| Nick Merkley      | Kelowna  | 5  | 3 | 2 | 5   | 14  |
| Michael Dal Colle | Oshawa   | 4  | 2 | 3 | 5   | 0   |
| Alexis Loiseau    | Rimouski | 4  | 2 | 3 | 5   | 0   |

### Beste Torhüter
Abkürzungen: GP = Spiele, W = Siege, L = Niederlagen, SA = Schüsse aufs Tor, GA = Gegentore, SO = Shutouts, GAA = Gegentorschnitt, Sv% = gehaltene Schüsse (in %), SO = Shutouts, TOI = Eiszeit (in Minuten)
Fett: Bestwert
| Spieler             | Team     | GP | W | L | SA  | GA | GAA  | Sv%  | SO | TOI |
| ------------------- | -------- | -- | - | - | --- | -- | ---- | ---- | -- | --- |
| Ken Appleby         | Oshawa   | 4  | 4 | 0 | 106 | 9  | 2,08 | 91,5 | 0  | 260 |
| Jackson Whistle     | Kelowna  | 5  | 2 | 3 | 139 | 13 | 2,60 | 90,6 | 0  | 300 |
| Philippe Desrosiers | Rimouski | 4  | 1 | 2 | 109 | 11 | 3,23 | 89,9 | 1  | 204 |

## Auszeichnungen

### Spielertrophäen
| Auszeichnung                                           | Spieler        | Team                |
| ------------------------------------------------------ | -------------- | ------------------- |
| Stafford Smythe Memorial Trophy (Wertvollster Spieler) | Leon Draisaitl | Kelowna Rockets     |
| Ed Chynoweth Trophy (Bester Scorer)                    | Leon Draisaitl | Kelowna Rockets     |
| George Parsons Trophy (Fairster Spieler)               | Alexis Loiseau | Océanic de Rimouski |
| Hap Emms Memorial Trophy (Bester Torhüter)             | Ken Appleby    | Oshawa Generals     |

### All-Star-Team
| Angriff:      | Michael Dal Colle – Nick Merkley – Michael McCarron |
| Verteidigung: | Madison Bowey – Ryan Graves                         |
| Tor:          | Ken Appleby                                         |